# Spallanzania onusta
Spallanzania onusta là một loài ruồi trong họ Tachinidae.